# Malotten
Malotten sind Ummantelungen (meist aus Stroh) für Glasflaschen, deren wertvoller Inhalt vor Glasbruch geschützt werden soll.
In Malotten wurden hauptsächlich in der ersten Hälfte des vorigen Jahrhunderts Wein-, Bier- oder Spirituosenflaschen zum Transport eingewickelt. So blieben die Flaschen mit sehr großer Wahrscheinlichkeit ganz. Außerdem hat der Flascheninhalt in den Strohhülsen seine Temperatur behalten. Twistringen in Niedersachsen war damals die Hochburg in der Malotten-Herstellung. Denn dort ist der Boden bestens geeignet für das Wachstum des Roggenlangstrohs. Nur dieses hat die nötige Halmfestigkeit, um in dieser Form als Verpackungsmaterial zum Einsatz zu kommen. Und so waren die Twistringer Malotten sehr gefragt – zunächst in Norddeutschland und im Ruhrgebiet, später auch im Ausland bis nach Amerika und Südafrika. Auf dem Höhepunkt 1935 gab es in der Delmestadt 24 Malotten-Fabriken sowie zahlreiche Heimarbeiter. Eine halbe Million Stück wurden so täglich in der Stadt produziert.